# 韓智友
韓智友（韓語：한지우，1987年3月26日—），女，韓國演員。

## 演出作品

### 電視劇
- 2010年：中國《養馬島之戀》飾演 美瑤
- 2010年：KBS《Jungle Fish 2》飾演 白孝安
- 2011年：MBC《無窮大女孩》
- 2011年：MBC《一閃一閃亮晶晶》飾演 黃美蘭
- 2011年：MBC《階伯》飾演 燕泰妍
- 2013年：KBS《至誠感天》飾演 羅慧麗
- 2014年：JTBC《我們能相愛嗎》飾演 張河娜
- 2015年：MBC《夜行書生》飾演 後宮金氏
- 2017年：SBS《被告人》飾演 呂敏京
- 2017年：SBS《我的野蠻女友》飾演 芙蓉
- 2017年：KBS《沒有名字的女人》飾演 韓素拉
- 2019年：KBS《太陽的季節》飾演 韓奇萱

### 電影
- 2013年：《叢林的魚2》 飾演 白孝安

## 主持
- tvN《ENEWS SUNDAY》
- 杏林韓國風尚盛典

## 獲獎
- 2007年：韓國小姐選拔賽中國區冠軍

## 外部連結
- 韓智友的Me2day
- 韓智友的NAVER （页面存档备份，存于）
- 韓智友的韓國小姐簡介